# Philip Edward Wilson
Philip Edward Wilson (Cessnock, Nova Gales do Sul, 2 de outubro de 1950 - 17 de janeiro de 2021) foi um clérigo australiano e arcebispo católico romano de Adelaide. Foi presidente da Conferência Episcopal Australiana e foi condenado e absolvido de encobrir abusos sexuais; Ele desempenhou um papel fundamental na reforma do tratamento dado pela Igreja aos casos de abuso na Austrália.
Philip Wilson, o mais velho de cinco irmãos, estudou filosofia e teologia no Seminário de São Patrício em Manly e no Instituto Católico de Sydney. O bispo auxiliar de Sydney, Edward Bede Clancy, ordenou-o sacerdote em 23 de agosto de 1975. Ele inicialmente trabalhou na pastoral em Nova Gales do Sul. Em 1977/78 completou estudos de pós-graduação em educação na cidade de Nova York. Em 1978 tornou-se diretor de educação religiosa na Diocese de Maitland (hoje Diocese de Maitland-Newcastle). Em 1983 assumiu o pastorado em Maitland e em 1987 foi nomeado vigário geral. De 1990 a 1995 estudou direito canônico na Universidade Católica da América em Washington, D.C.
O Papa João Paulo II o nomeou Bispo de Wollongong em 12 de abril de 1996. Foi ordenado bispo pelo Arcebispo de Sydney, cardeal Edward Bede Clancy, em 10 de julho do mesmo ano; Os co-consagradores foram Leo Morris Clarke, Bispo Emérito de Maitland-Newcastle, e William Edward Murray, Bispo Emérito de Wollongong.
Em 30 de novembro de 2000, o Papa o nomeou Arcebispo Coadjutor de Adelaide. Quando Leonard Faulkner se aposentou em 3 de dezembro de 2001, ele o sucedeu como Arcebispo de Adelaide. Seu lema latino Non nobis domine é o início do Salmo 113:9.
Philip Wilson foi presidente da Conferência dos Bispos Católicos Australianos (ACBC) de 2006 a 2012 e seu vice-presidente de 2012 a 2016.
De 2003 a 2018, Wilson foi o primeiro Grão Prior da recém-fundada Tenência da Ordem do Santo Sepulcro da Austrália do Sul em Jerusalém.
Em 22 de maio de 2018, Wilson foi considerado culpado por um tribunal de Newcastle por impedir o processo de um padre pedófilo que teria abusado sexualmente de pelo menos quatro meninos na década de 1970. Wilson então declarou que deixaria seu cargo até novo aviso (“afastar-se”).
Em 3 de junho de 2018, o Papa Francisco nomeou o Bispo de Port Pirie, Gregory O'Kelly, como Administrador Apostólico sede plena da Arquidiocese de Adelaide, suspendendo oficialmente as funções de Wilson como arcebispo.
Em 3 de julho de 2018, Wilson foi condenado a um ano de prisão sem liberdade condicional. Ele foi o clérigo católico de mais alto escalão do mundo a ser julgado sob a acusação de encobrir abuso infantil. Como Wilson foi diagnosticado com doença de Alzheimer em estágio inicial, o tribunal permitiu que ele cumprisse sua pena em prisão domiciliar com uma tornozeleira eletrônica. Wilson apelou da sua condenação e continuou a recusar-se a renunciar.
Em 19 de julho de 2018, o primeiro-ministro australiano Malcolm Turnbull apelou ao Papa Francisco para demitir o bispo; O Conselho Nacional de Padres da Austrália (NCP), que inclui cerca de 1.700 padres, apoiou fortemente este e outros apelos ao papa, dizendo que a remoção foi "para o bem da Igreja na Austrália e para o bem do povo de Deus na Arquidiocese de Adelaide." faria. Em 30 de julho de 2018, o Papa aceitou a renúncia de Wilson. Ele começou sua sentença em 14 de agosto de 2018. O tribunal de apelações absolveu Wilson em dezembro de 2018.
Philip Wilson morreu em 17 de janeiro de 2021, aos 70 anos; ele estava com a saúde debilitada há muito tempo e sofria de câncer.